# Мэр Адам Вест
Адам Вест (Adam West) — персонаж мультсериала «Гриффины» (Family Guy), карикатура на Адама Уэста, американского актёра (который и озвучивает персонажа в сериале). Сумасшедший и скандальный мэр Куахога.

## Персонаж
Адам Вест — мэр Куахога. Как и в случае с большинством камео в «Гриффинах», причина, по которой он находится на этой должности, не объяснена. Он — вкрадчиво говорящий сумасшедший, чьи бредовые поступки включают использование бюджетных денег для финансирования исследований на то, куда уходит вода, когда ей поливают цветы, или когда она льётся в раковину, и отправка всех сил куахогской полиции в Колумбию, чтобы помочь в спасении вымышленных героев фильма «Роман с камнем». Однако, иногда его бред становится реальностью даже в присутствии других персонажей. Однажды он отправил Алекса Требека обратно в пятое измерение, сделав так, чтобы тот произнёс своё имя задом наперёд. Он также предупреждает Мег о Нойде, который позже появляется и пытается уничтожить его пиццу, но Вест ловит его и зверски убивает.
Его легко запутать, например, когда он стоит перед своим недописанным именем (в «Breaking Out Is Hard to Do»), он говорит: «Моё имя не Адам Ве … или моё?» (англ. My name isn’t Adam We ... or is it?).
Мэр Вест, пожалуй, самая неоднозначная фигура сериала. Его поступки порой совершенно неадекватны. Так он приказывает заливать могилы бетоном (так как боится зомби), разговаривает с туалетом («Это вы мистер туалет? Я думал вы все ещё в Нью-Йорке»), в тайне смотрит детские мультфильмы сняв номер в мотеле, залезает под стол во время интервью, убежден, что Мэг — плод его воображения, обороняет свой дом с помощью котометалки (Prick Up Your Ears), пишет письмо космосу, когда на мир якобы надвигалась чёрная дыра и т. д. Периодически заказывает массаж для своего костюма и имеет привычку вылизывать себя, как это делают коты. Очень любит сливочную помадку. Также любит кататься на велосипеде, предпочитает семейные трусы, отлично дерется, любит разговаривать сам с собой и петь украдкой, часто стреляет, занимается садоводством, выращивает тюльпаны, заботится о своем домашнем сверчке, у которого проблемы с ногами. Каждую пятничную ночь становится ковром на распродаже. В эпизоде «It Takes a Village Idiot, and I Married One» убил троих человек, застрелив из пистолета, а в эпизоде «Spies Reminiscent of Us» оказался завербованным разведчиком КГБ, при этом избил раскрывших его: Дена Эйкройда, Чеви Чейза, Брайана и Стьюи. Во время свидания с сестрой Лоис, будущей женой, застрелил рыбака, чтобы сделать свидание незабываемым."Brothers & Sisters"
Провел ночь с Люком Перри (The Story on Page One), чтобы тот «перестал красть его воду». Имел роман с Мэг в «Deep Throats», при этом показал себя весьма честным и порядочным мужчиной. Посещает занятия Куагмаэра по Пикапу, которые заканчиваются ужином с Мэг. О близких родственниках в сериале не упоминается. В серии «Brian Wallows and Peter's Swallows» Адам Вест официально женится на своей правой руке, в девятом сезоне — на родной сестре Лоис — Кэрол Пьютдершмидт. Кроме того известно что у Веста есть кот Бутси (Bootsy).
Также в одной из серий показаны его родители, подъезжающие на автомобиле.
Поскольку Адам Вест — мэр Куахога, то он является самым влиятельным государственным служащим города, способным потратить весь городской бюджет на создание золотой статуи Dig 'Em Frog в честь героев войны в Ираке. Всё же иногда Вест демонстрирует железную мэрскую выдержку, вынуждая «четырёхспальную республику» Питера Гриффина воссоединиться с США, защитив нужды граждан и обойдясь без жертв. Будучи захваченным Брайаном в качестве заложника, показал готовность к любой ситуации, так как проглотил все что было необходимо для такого случая много лет назад: надувная лодка, журнал, оригинал закона «О запрете гомосексуальных браков в Куахоге». По требованию местного населения, возглавляемого Брайаном, временно легализует марихуану в Куахоге.

## Создание

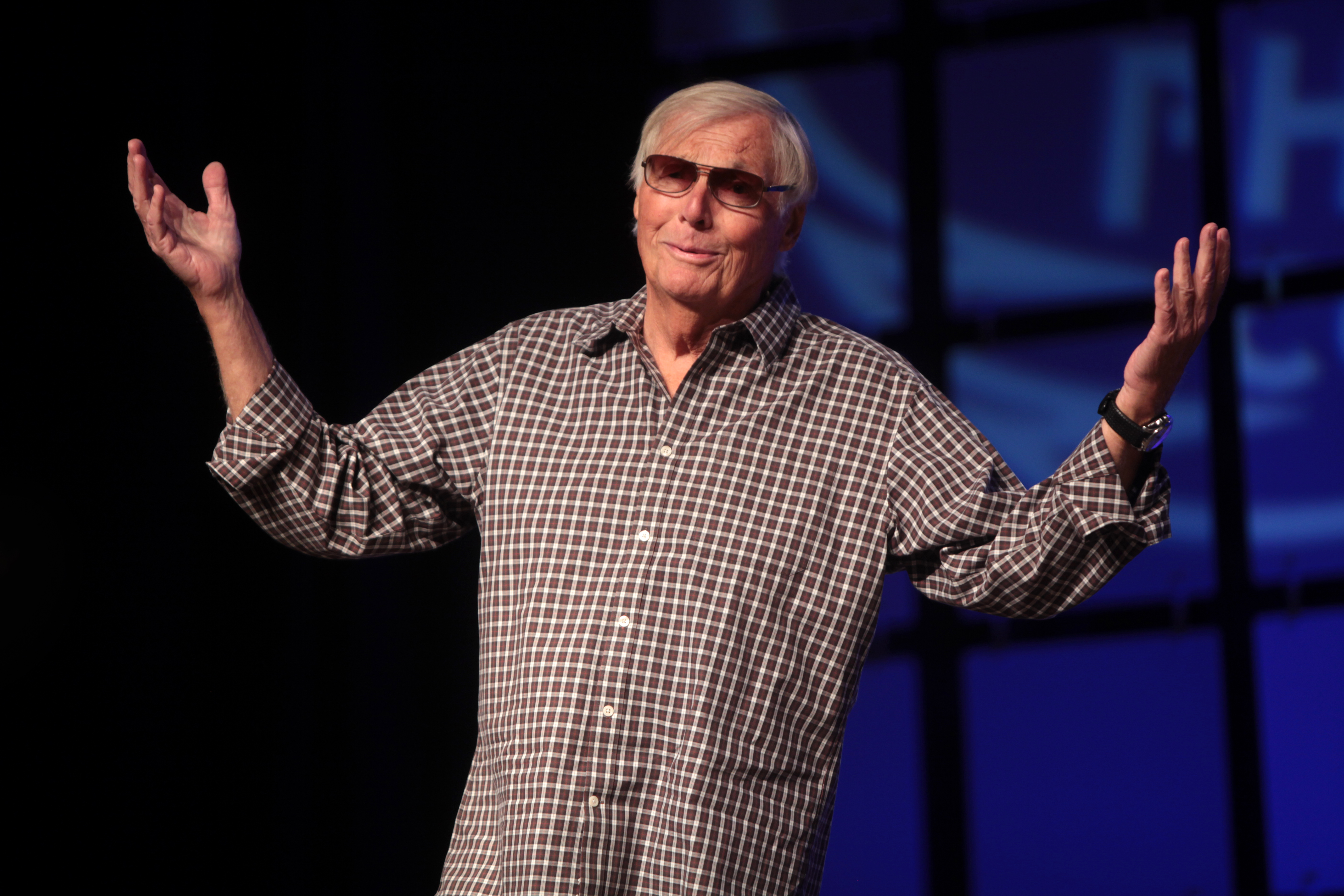
Адам Уэст озвучил мэра Адама Веста.

Создатель мультсериала «Гриффины» Сет Макфарлейн также написал несколько эпизодов мультсериала «Джонни Браво». Вест озвучивал собственного персонажа, такого же эксцентричного и временами невменяемого, в серии «Джонни встречает Адама Веста!», серия вышла в эфир в декабре 1997 года. Макфарлейну так понравился персонаж Веста, что он решил перенести его в «Гриффины», в таком же виде в каком он появился в «Джонни Браво», строгий костюм и представительная внешность.

Созданный нами персонаж — это Адам Вест из альтернативной вселенной, где он не актёр, а мэр города, и мы не сделали никаких отсылок к его знаменитой роли «Бэтмена», чтобы не смешивать реального Веста с персонажем мультсериала. В общем-то, это очевидно. Мы решили, что будет забавно придать какие-то отличительные черты мэру Куахога. Пример актёров идущих в политику — таких, как Клинт Иствуд и Мартин Шин, помог при создании персонажа. Он — мэр, но совершенно очевидно, что у него нет необходимых для политика качеств.
Оригинальный текст (англ.)The character we've created is kind of this alternate-universe Adam West where he's mayor of this town, and we deliberately have not made any references to Batman, because we like keeping that separate. It's the obvious place to go. We tried it, we thought it would be funny to do something different with the mayor of this town. People like Clint Eastwood and Martin Sheen who have taken whacks at this sort of thing — there's a precedent for it, actors getting into politics. He's the mayor, but he's this guy who clearly does not have it all together.
— Сет Макфарлейн (интервью A.V. Club)
После смерти реального Адама Уэста 9 июня 2017 года, мэр Вест умер за кадром в «Гриффинах», как показано в эпизоде «Adam West High».
После его смерти Макфарлейн сказал: ««Гриффины» потеряли мэра. Он — незаменим». Продюсер Стив Каллахен сообщил Entertainment Weekly, что осталось ещё пять невышедших в эфир серий с участием Уэста, которые выйдут в эфир в предстоящем сезоне.
Начиная с эпизода «Wild Wild West», пост мэра Куахога занял западный сельский кузен персонажа, Дикий Вест, которого озвучивает Сэм Эллиотт.

## Цитаты
Это чудесно, что мы живем в городе, в котором можно задавать вопросы, потому что без вопросов, у нас были бы только ответы, а ответ без вопроса является утверждением.
Оригинальный текст (англ.)I think it's great we live in the town where you can ask questions, because without questions we just have answers, and an answer without a question is a statement.

### Интервью
- Nathan Rabin. Interview: Seth MacFarlane (англ.). The A.V. Club (26 января 2005). Дата обращения: 20 декабря 2009. Архивировано 24 февраля 2012 года.
- Noel Murray. Random Roles: Adam West (англ.). The A.V. Club (28 июля 2008). Дата обращения: 15 июня 2010. Архивировано 24 февраля 2012 года.
- John Benson. From ‘Batman’ to ‘Family Guy,’ Adam West relishes his roles (англ.). Vindy.com (16 октября 2008). Дата обращения: 15 июня 2010. Архивировано из оригинала 28 апреля 2017 года.
- B.J. Hammerstein. 5 questions with 'Batman' star Adam West (англ.). Freep.com (13 мая 2010). Дата обращения: 15 июня 2010. Архивировано 2 августа 2013 года.